# Daishin Kashimoto

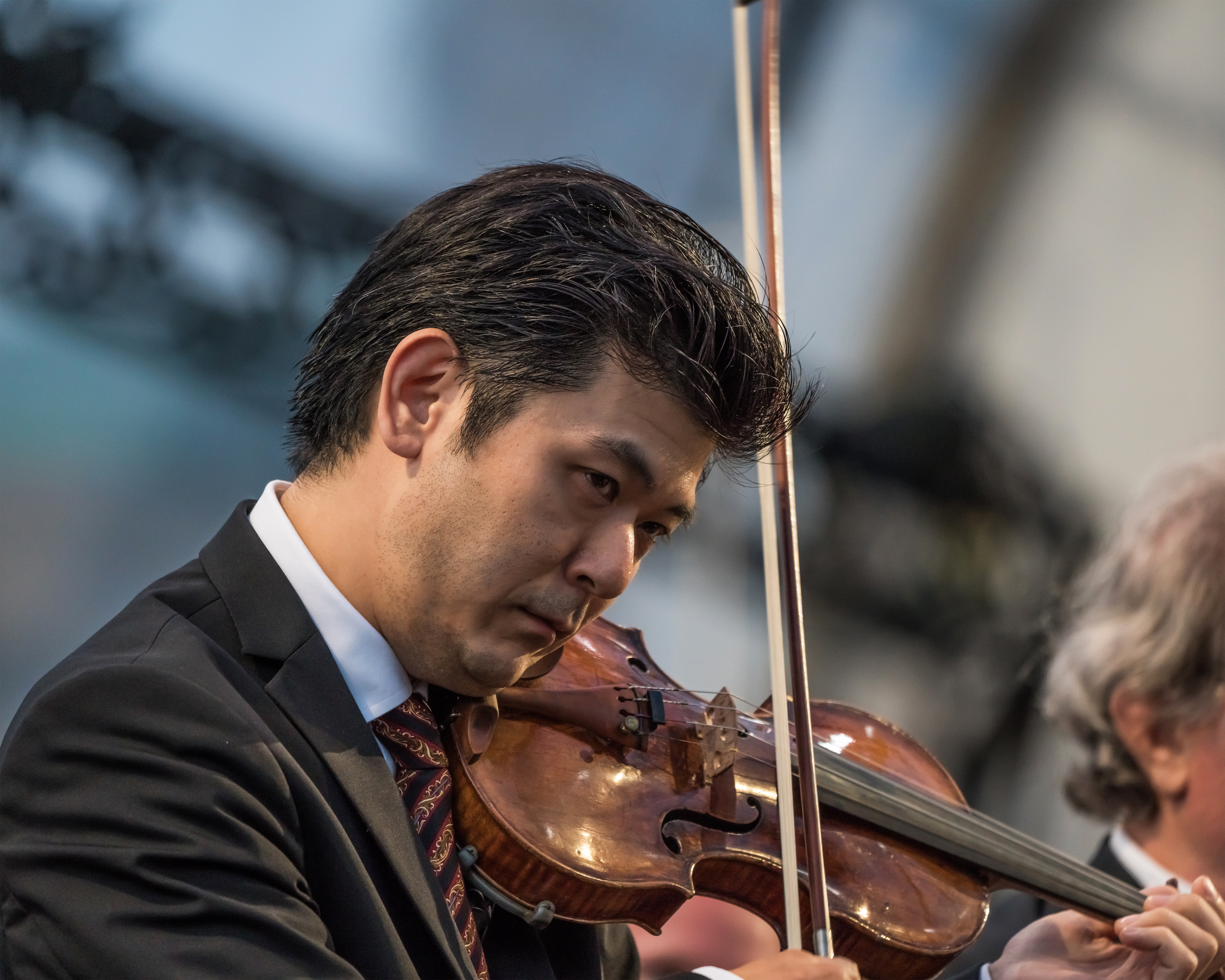

Daishin Kashimoto (en japonais : (樫本 大進; Kashimoto Daishin), né à Londres le 27 mars 1979, est un violoniste japonais.

## Biographie
Il commence le violon à Tokyo à l'âge de trois ans. En 1986, après avoir déménagé à New York, il obtient une bourse de la Fondation Edward John Noble et devient le plus jeune élève de la Juilliard School. En 1990, il devient l'élève de Zakhar Bron. La même année, il donne son premier récital et son premier concert comme soliste, avec l'Ensemble symphonique de New York. Il poursuit ensuite ses études avec Rainer Kussmaul à l'Université de musique de Fribourg (Freiburg Hochschule für Musik), dont il sort diplômé en 2005.
Il remporte à l'âge de 14 ans le premier prix du 6e Concours Menuhin (1993) puis le concours international de Cologne (1994) et, à l'âge de 17 ans, le premier prix du concours international Marguerite-Long-Jacques-Thibaud, dont il est le plus jeune lauréat, et du concours international Fritz-Kreisler (1996). Il est également lauréat des prix Steigenberger (1994), Davidoff (1994) et du prix Brahms (1999) .
Il se produit comme soliste sous la baguette de chefs comme Mariss Jansons, Lorin Maazel ou Iouri Temirkanov et joue de la musique de chambre aux côtés de Yuri Bashmet, Gidon Kremer, Mischa Maisky ou encore le pianiste Éric Le Sage, avec qui il a enregistré en 2012 l'intégrale de la musique de chambre avec piano de Gabriel Fauré. Il est invité depuis 2004 du festival Musique à l'Empéri de Salon-de-Provence et, depuis 2005, de La Folle Journée de Nantes ou de Tokyo (festival en hommage à Beaumarchais, La Folle journée ou le Mariage de Figaro).
En 2009, il est nommé premier violon solo de l'Orchestre philharmonique de Berlin.
Il joue sur un violon Andrea Guarneri de 1674 .
Il joue sur le Stradivarius « Jupiter » (1722) qui lui est prêté par la Nippon Music Foundation.
Kashimoto s'exprime couramment en japonais, en allemand (vidéo) et en anglais.

## Discographie
- 1999 : Debut (sonates pour violon et piano de Prokofiev, Beethoven et Takemitsu) avec Itamar Golan, piano (Sony Classical)
- 2001 : Beethoven, Sonate pour violon no 5 en fa majeur / Franck, Sonate pour violon et piano en la majeur avec Itamar Golan, piano (Sony Classical)
- 2002 : Passionata (œuvres de Poulenc, Grieg et Franck) avec Itamar Golan, piano (Sony Classical)
- 2007 : Brahms, Concerto pour violon en ré majeur op.77, avec la Staatskapelle de Dresde dirigée par Chung Myung-whun, enregistrement de concert (Sony Classical)
- 2014 : Beethoven, Sonates pour violon nos 1 à 10 - Konstantin Lifschitz, piano (Emi)